# Markham Island
Markham Island ist eine kleine aber markante Insel vor der Scott-Küste des ostantarktischen Viktorialands. In der nördlichen Terra Nova Bay liegt sie unmittelbar vor dem Oscar Point.
Entdeckt wurde sie im Februar 1900 bei der britischen Southern-Cross-Expedition (1898–1900) unter der Leitung des norwegischen Polarforschers Carsten Egeberg Borchgrevink. Dieser benannte sie nach dem britischen Geographen und Entdecker Clements Markham (1830–1916), Präsident der Royal Geographical Society von 1893 bis 1905.